# ناغاي (ياماغاتا)
مدينة ناغاي (بالإنجليزية: Nagai)‏ هي أحد المدن التابعة لمحافظة ياماغاتا. تأسست رسميًا في 15/11/1954. ويقدر عدد سكانها بـ 30285 نسمة حسب تقدير مكتب الإحصاء الياباني لعام 2012. تبلغ مساحة ناغاي 214.69 كم2. بكثافة سكانية تبلغ 141 نسمة/كم2.

## توأمة
لناغاي (ياماغاتا) اتفاقيات توأمة مع:
- باد زكينغين

## أعلام
- هيروفومي واتانابي